# Jakob Egholm
Jakob Egholm, né le 27 avril 1998, est un coureur cycliste danois.

## Biographie
En 2019, il intègre l'équipe continentale professionnelle américaine Hagens Berman-Axeon.

## Palmarès et résultats

### Palmarès par année
- 2016[1]
  -  Champion du monde sur route juniors
  - 1re étape du Trophée Centre Morbihan
  - 2e étape d'Aubel-Thimister-La Gleize (contre-la-montre par équipes)
  - 2e du Trophée Centre Morbihan
  - 3e du championnat du Danemark de poursuite par équipes
- 2018
  - 3e étape du Randers Bike Week

### Classements mondiaux
| Année                                 | 2018  | 2019  | 2020 | 2021 | 2022 | 2023  |
| ------------------------------------- | ----- | ----- | ---- | ---- | ---- | ----- |
| Classement mondial                    | 2295e | 1968e | nc   | nc   | nc   | 2815e |
| UCI Europe Tour                       | 1529e | 1292e | nc   | nc   | nc   | nc    |
|                                       |       |       |      |      |      |       |
| Légende : nc = non classéSource : UCI |       |       |      |      |      |       |